# Casa Burcet
Casa Burcet és una obra del municipi de Blanes (Selva) inclosa en l'Inventari del Patrimoni Arquitectònic de Catalunya. És un edifici al carrer Roig i Jalpí, núm. 3, projectat l'any 1930 per Josep Goday. La Fundació Àngel Planells utilitza l'edifici per a fer exposicions.

## Descripció
Edifici de planta rectangular de tres plantes que dona al carrer Roig i Jalpí i al carrer de l'Or. Destaca l'esgrafiat de la façana, que té forma de retícula romboidal, i les finestres cantoneres unides amb un balcó, un fris esgrafiat amb motius vegetals i un petit entaulament. La planta baixa té finestres amb arcada de mig punt i portes rectangulars amb llindes decorades amb inscripcions. Les finestres estan revestides de forjats de ferro.
Els esgrafiats comencen a partir de les llindes i arriben fins al primer pis i ocupen l'exterior de tota la planta principal d'habitació. Les finestres del primer pis són rectangulars, encara que n'hi ha una d'octogonal. El segon pis fa funció de golfes, té obertures quadrades i també esgrafiats fins a arribar al teulat.

## Història

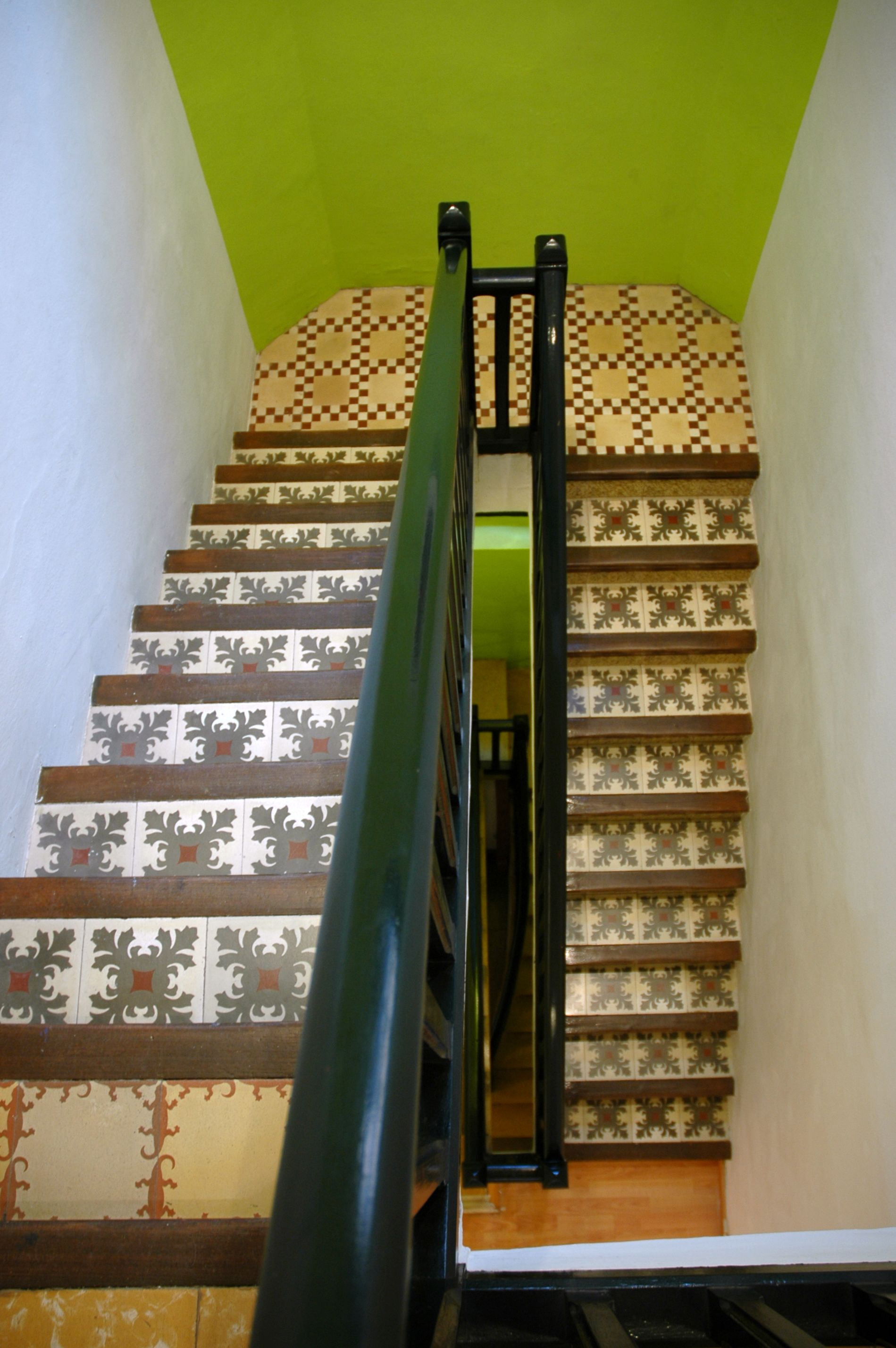
Detall escala

La casa Burcet deu el nom al mestre d'obres Josep Burcet i Pons, que, supervisat per l'arquitecte Josep Goday i Casals va reformar la casa als anys trenta i quaranta. A la porta d'entrada del carrer Roig i Jalpí existeix una inscripció esgrafiada on posa "Any MCMXXX" i a la porta d'entrada del carrer de l'Or existeix una llinda amb la inscripció "A. D. (anno domini) MCMXLVII" on, a més, hi ha eines representatives de l'ofici de constructor i les inicials de Josep Burcet (J. B.).
Segons les inscripcions de la façana podem referenciar dues intervencions, del 1930 i de 1947, encara que no són les últimes intervencions, ja que quan s'hi va instal·lar la Fundació Planells es van fer reformes a l'interior.
Del 2003 al 2007, va ser la seu la Fundació dedicada al pintor surrealista Àngel Planells.
En l'actualitat s'hi desenvolupen diverses activitats dutes a terme per professionals d'assessorament, gràcies a la seva ubicació i les diferents estances de la casa, que la fan un lloc ideal per a aquesta activitat.